# 靖公 (曹)
靖公（せいこう、? - 紀元前502年）は、春秋時代の曹の君主（在位前506年 - 前502年）。姓は姫、名は露。平公の子として生まれた。紀元前506年、兄の隠公を殺害して、曹国の君主となった。在位4年。曹伯陽の父。